# Campeonato Europeu de Atletismo em Pista Coberta de 2023 - Salto triplo feminino
A prova do salto triplo feminino do Campeonato Europeu de Atletismo em Pista Coberta de 2023 foi disputada nos dias 3 e 4 de março de 2023 na Ataköy Athletics Arena, em Istambul, na Turquia.

## Recordes
Antes desta competição, os recordes mundiais e do campeonato nesta prova eram os seguintes:
|                       | Nome             | Nacionalidade | Distância | Local     | Data                    |
| --------------------- | ---------------- | ------------- | --------- | --------- | ----------------------- |
| Recorde mundial       | Yulimar Rojas    | Venezuela     | 15m 74cm  | Belgrado  | 20 de março de 2022     |
| Recorde europeu       | Tatyana Lebedeva | Rússia        | 15m 36cm  | Budapeste | 6 de março de 2004      |
| Recorde do campeonato | Ashia Hansen     | Reino Unido   | 15m 16cm  | Valência  | 28 de fevereiro de 1998 |

## Medalhistas
| Ouro                 | Prata                | Bronze                |
| Tuğba Danışmaz (TUR) | Dariya Derkach (ITA) | Patrícia Mamona (POR) |

## Cronograma
Todos os horários são locais (UTC +3).
| Data       | Hora  | Evento       |
| ---------- | ----- | ------------ |
| 3 de março | 11:10 | Qualificação |
| 4 de março | 19:50 | Final        |

## Resultados

### Qualificação
Qualificação: 14,10 m (Q) ou os 8 melhores qualificados (q). 
| Posição | Atleta              | Nacionalidade | #1    | #2    | #3    | Resultados | Notas                |
| ------- | ------------------- | ------------- | ----- | ----- | ----- | ---------- | -------------------- |
| 1       | Tuğba Danışmaz      | Turquia       | 13.81 | 14.09 |       | 14.09      | q                    |
| 2       | Patrícia Mamona     | Portugal      | 14.09 | x     |       | 14.09      | q                    |
| 3       | Dariya Derkach      | Itália        | 13.81 | 13.98 |       | 13.98      | q                    |
| 4       | Ottavia Cestonaro   | Itália        | 13.98 |       |       | 13.98      | q                    |
| 5       | Kira Wittmann       | Alemanha      | 13.57 | 13.96 |       | 13.96      | q                    |
| 6       | Neja Filipič        | Eslovênia     | x     | 13.94 | 13.18 | 13.94      | q,                   |
| 7       | Dovilė Kilty        | Lituânia      | 13.28 | 13.48 | 13.83 | 13.83      | q,                   |
| 8       | Maja Åskag          | Suécia        | x     | 13.67 | 13.82 | 13.82      | q, =                 |
| 9       | Adrianna Laskowska  | Polónia       | x     | 13.66 | 13.76 | 13.76      | =                    |
| 10      | Spyridoula Karydi   | Grécia        | 13.60 | x     | x     | 13.60      | Recorde da temporada |
| 11      | Yekaterina Sariyeva | Azerbaijão    | x     | 13.55 | 13.40 | 13.55      | Recorde nacional     |
| 12      | Aina Grikšaitė      | Lituânia      | 13.38 | 13.48 | 13.50 | 13.50      |                      |
| 13      | Elena Panțuroiu     | Roménia       | 13.31 | 13.39 | 13.28 | 13.39      |                      |
| 14      | Diana Zagainova     | Lituânia      | x     | 13.30 | 13.37 | 13.37      |                      |
| 15      | Eva Pepelnak        | Eslovênia     | 13.32 | 13.28 | x     | 13.32      |                      |
| 16      | Aleksandra Nacheva  | Bulgária      | 13.26 | 13.12 | 13.09 | 13.26      |                      |
| 17      | Paola Borović       | Croácia       | 13.03 | x     | 13.24 | 13.24      |                      |
| 18      | Yana Sargsyan       | Armênia       | 12.76 | 12.84 | x     | 12.84      | Recorde da temporada |

### Final
A final aconteceu às 19:50 no dia 4 de março de 2023.
| Posição           | Atleta            | Nacionalidade | #1    | #2    | #3    | #4    | #5    | #6    | Resultados | Notas                |
| ----------------- | ----------------- | ------------- | ----- | ----- | ----- | ----- | ----- | ----- | ---------- | -------------------- |
| Medalha de ouro   | Tuğba Danışmaz    | Turquia       | 14.31 | 14.11 | x     | x     | x     | x     | 14.31      | Recorde nacional     |
| Medalha de prata  | Dariya Derkach    | Itália        | 13.97 | 14.20 | 13.54 | 14.08 | x     | 11.87 | 14.20      |                      |
| Medalha de bronze | Patrícia Mamona   | Portugal      | 14.16 | 13.98 | x     | x     | 13.90 | 13.41 | 14.16      |                      |
| 4                 | Ottavia Cestonaro | Itália        | 13.98 | 13.88 | x     | x     | 14.03 | 14.08 | 14.08      |                      |
| 5                 | Neja Filipič      | Eslovênia     | 13.92 | x     | 13.54 | x     | x     | 13.05 | 13.92      |                      |
| 6                 | Dovilė Kilty      | Lituânia      | x     | 13.92 | 13.52 | x     | x     | 13.36 | 13.92      | Recorde da temporada |
| 7                 | Kira Wittmann     | Alemanha      | 11.92 | 13.73 | 13.79 | 13.74 | 13.64 | 13.66 | 13.79      |                      |
| 8                 | Maja Åskag        | Suécia        | x     | x     | x     | x     | 13.39 | 13.64 | 13.64      |                      |

Legenda
| Recorde mundial       | Recorde mundial (World record)               |                       | Recorde africano                      | Recorde africano (African) |                                           | Q | Classificado por posição (Qualified) |
| Recorde do campeonato | Recorde do campeonato (Championship record)  | Recorde da América    | Recorde da América (Americas)         | q                          | Classificado por melhor tempo (Qualified) |   |                                      |
| Melhor marca do ano   | Melhor marca do ano (World leading)          | Recorde asiático      | Recorde asiático (Asian)              | DNS                        | Não largou (Did not start)                |   |                                      |
| Recorde nacional      | Recorde nacional (National record)           | Recorde europeu       | Recorde europeu (European)            | DNF                        | Não terminou (Did not finish)             |   |                                      |
| Recorde pessoal       | Recorde pessoal do atleta (Personal best)    | Recorde da Oceania    | Recorde da Oceania (Oceania)          | DSQ / DQ                   | Desclassificado (Disqualified)            |   |                                      |
| Recorde da temporada  | Recorde da temporada do atleta (Season best) | Recorde sul-americano | Recorde sul-americano (South America) | NM                         | Sem marca (No mark)                       |   |                                      |